# Sick Note (serie)
Sick Note (en español: Baja por Enfermedad) es una serie británica de humor negro protagonizada por Rupert Grint y Nick Frost. Se estrenó el 7 de noviembre de 2017 en Sky One. En abril de 2017 se anunció que la serie había sido renovada por una segunda temporada, antes de que la primera fuera estrenada.

## Argumento
Cuando al joven Daniel Glass le diagnostican por error cáncer terminal de esófago, empieza a notar que todo el mundo de su entorno le trata mejor, por lo que decide no revelar la verdad.

## Reparto

### Personajes principales
- Rupert Grint como Daniel Glass.[2]
- Nick Frost como el Dr. Iain Glennis
- Don Johnson como Kenny West.
- Pippa Bennett-Warner como Becca Palmerstone.
- Marama Corlett como Linda.
- Tolu Ogunmefun como Ash Matthews.
- Lolly Adefope como Lisa.
- Belinda Stewart-Wilson como Annette Glennis.

### Personajes secundarios
- Karl Theobald como Michael.
- Matilda Thorpe como Claire Glass.
- Camilla Beeput como Vanessa Matthews.
- Miles Richardson como el Dr. Sampson
- David Cann como Gordon Glass.
- Daniel Rigby como el Agente Hayward.
- Lindsay Lohan como Katerina West.[3]
- Alison King como Inspectora Henchy.
- Dustin Demri-Burns como Will_5000.

## Episodios
| Temporada | Temporada | Episodios | Emisión original       | Emisión original        |
| Temporada | Temporada | Episodios | Inicio                 | Final                   |
| --------- | --------- | --------- | ---------------------- | ----------------------- |
|           | 1ª        | 6         | 7 de noviembre de 2017 | 12 de diciembre de 2017 |
|           | 2ª        | 8         | 26 de julio de 2018    | 16 de agosto de 2018    |

### Temporada 1 (2017)
| N.º en serie | N.º en temp. | Título                                 | Dirigido por | Escrito por                       | Fecha de lanzamiento original |
| --- | ------------ | -------------------------------------- | ------------ | --------------------------------- | ----------------------------- |
| 1 | 1            | «Queen of Hearts» «Reina de corazones» | Matt Lipsey  | Nat Saunders y James Serafinowicz | 7 de noviembre de 2017        |
| Cuando el oncólogo Dr. Iain Glennis diagnostica erróneamente cáncer de esófago terminal a Daniel Glass, este comienza a notar cómo todos los que le rodean le tratan mejor. Entonces tedrá que tomar una gran decisión: ser sincero y volver a su anterior vida basura o simular estar enfermo. Su exnovia, Becca, se reconcilia con él tras haber roto. Su mejor amigo, Ash, que estaba teniendo una aventura con Becca, descubre que Daniel no tiene cáncer. Daniel descubre su aventura y Ash se cae accidentalmente de una repisa del piso de Becca y Daniel de tal forma que parece haber sido asesinado. |              |                                        |              |                                   |                               |
| 2 | 2            | «Playing Ball» «Con un par»            | Matt Lipsey  | Nat Saunders y James Serafinowicz | 14 de noviembre de 2017       |
| Daniel tiene que deshacerse del cuerpo de Ash, y la única persona a la que puede recurrir es al Dr. Glennis, a quien manipula para que le ayude. Deciden hacer que parezca que Ash ha sido atropellado por un vehículo que se dio a la fuga. Glennis pone el cuerpo en su automóvil y lo arroja a la cuneta de una carretera. Cuando alguien encuentra el cuerpo de Ash, se descubre que está vivo y lo llevan al hospital. Daniel está horrorizado por lo que conlleva que Ash esté vivo. |              |                                        |              |                                   |                               |
| 3 | 3            | «Janina Kolkiewicz»                    | Matt Lipsey  | Nat Saunders y James Serafinowicz | 21 de noviembre de 2017       |
| Daniel, Becca y el Dr. Glennis, así como la esposa, el hijo y la madre de Ash, llegan al hospital donde éste está en coma. El Dr. Glennis ha cambiado accidentalmente su teléfono con el de Ash y necesita volver a cambiarlos. La empresa para la que trabaja Daniel, Seguros WeCover (Seguros Cubrimos), decide usar su cáncer para una campaña de marketing. |              |                                        |              |                                   |                               |
| 4 | 4            | «The Golden Grain» «El grano dorado»   | Matt Lipsey  | Nat Saunders y James Serafinowicz | 28 de noviembre de 2017       |
| Daniel comienza a fingir efectos secundarios y se somete a una quimioterapia falsa. Gracias a errores del Dr. Glennis, recibe quimioterapia real, por lo que sus amigos no tienen dudas sobre su enfermedad. El oficial de policía Hayward descubre algo raro en el caso de Ash y empieza a investigar a Daniel y al Dr. Glennis. |              |                                        |              |                                   |                               |
| 5 | 5            | «Airplane Mode» «Modo avión»           | Matt Lipsey  | Nat Saunders y James Serafinowicz | 5 de diciembre de 2017        |
| Ash despierta del coma, pero sufre del síndrome del cautiverio. Daniel aprovecha para descubrir cuánto recuerda realmente sobre lo ocurrido. Tras hacer algunas preguntas a Ash, el agente Hayward piensa que ha descubierto algo importante. |              |                                        |              |                                   |                               |
| 6 | 6            | «Chicken Soup» «Sopa de pollo»         | Matt Lipsey  | Nat Saunders y James Serafinowicz | 12 de diciembre de 2017       |
| Ash ha muerto y en su funeral Daniel ve una figura misteriosa que le persigue. Daniel sospecha que el Dr. Glennis terminó con la vida de Ash. Mientas tanto, deberá hacer más apariciones públicas para limpiar la imagen de la compañía. |              |                                        |              |                                   |                               |

### Temporada 2 (2018)
| N.º en serie | N.º en temp. | Título                                                                                      | Dirigido por | Escrito por                       | Fecha de lanzamiento original |
| --- | ------------ | ------------------------------------------------------------------------------------------- | ------------ | --------------------------------- | ----------------------------- |
| 7 | 1            | «Frantisek Kotzwara»                                                                        | Matt Lipsey  | Nat Saunders y James Serafinowicz | 26 de julio de 2018           |
| Tras llegar sin avisar de Estados Unidos, Will, el amigo con el que Daniel juega en línea, desata el caos. Daniel le pide al Dr. Glennis que robe unas grabaciones de seguridad que podrían implicarlos en la muerte de Ash.                                      |              |                                                                                             |              |                                   |                               |
| 8 | 2            | «New Balls» «Pelotas nuevas»                                                                | Matt Lipsey  | Nat Saunders y James Serafinowicz | 26 de julio de 2018           |
| La hija de Kenny West llega a Seguros WeCover (Seguros Cubrimos) para sustituir a su padre tras la muerte de éste. Daniel decide pasar página y le pide al Dr. Glennis que le ayude a recuperarse de su falsa enfermedad más rápido, para ya no tener que fingir. |              |                                                                                             |              |                                   |                               |
| 9 | 3            | «Stay Hydrated» «Mantente hidratado»                                                        | Matt Lipsey  | Nat Saunders y James Serafinowicz | 2 de agosto de 2018           |
| Will chantajea a Daniel y al Dr. Glennis, por lo que se ven obligados a meterse en un turbio asunto. Vanessa continúa intentando acceder al teléfono de Ash. Mientras tanto, Becca mueve ficha con Will.                                                          |              |                                                                                             |              |                                   |                               |
| 10 | 4            | «Braking Bad» «La oveja descarriada»                                                        | Matt Lipsey  | Nat Saunders y James Serafinowicz | 2 de agosto de 2018           |
| Debido a los últimos acontecimientos, Daniel y el Dr. Glennis deciden irse del país. Becca hace un sorprendente descubrimiento, mientras Vanessa se enfrenta a Becca.                                                                                             |              |                                                                                             |              |                                   |                               |
| 11 | 5            | «Constable Polly» «Agente Polly»                                                            | Matt Lipsey  | Nat Saunders y James Serafinowicz | 9 de agosto de 2018           |
| El agente Hayward se ve obligado a tomarse unos días libres en el trabajo, tiempo que aprovecha para seguir avanzando en su investigación acerca de Daniel y el Dr. Glennis.                                                                                      |              |                                                                                             |              |                                   |                               |
| 12 | 6            | «My Two Dads» «Mis dos padres»                                                              | Matt Lipsey  | Nat Saunders y James Serafinowicz | 9 de agosto de 2018           |
| Cuando Daniel se dispone a recuperar su mochila de manos de la policía, se topa con el agente Hayward y Katerina. En la comisaría le informan de los últimos hechos sucedidos relacionados con Will.                                                              |              |                                                                                             |              |                                   |                               |
| 13 | 7            | «The Loneliness of the Middle Distance Runner» «La soledad del corredor de media distancia» | Matt Lipsey  | Nat Saunders y James Serafinowicz | 16 de agosto de 2018          |
| El agente Hayward sospecha que la esposa del Dr. Glennis está delinquiendo. Tras informarle de ello, Katerina le pide a Daniel que oculte la cura de su cáncer hasta finalizar la campaña publicitaria. Vanessa descubre toda la verdad sobre Ash.                |              |                                                                                             |              |                                   |                               |
| 14 | 8            | «Operation Thunderbolt» «Operación Thunderbolt»                                             | Matt Lipsey  | Nat Saunders y James Serafinowicz | 16 de agosto de 2018          |
| Con el Dr. Glennis en peligro, Daniel intenta tomar el dinero que éste guarda en su casa. El agente Hayward decide actuar por su cuenta. La policía comienza la Operación Thunderbolt.                                                                            |              |                                                                                             |              |                                   |                               |